# 日本電視劇列表
本表列出歷年來在日本播映的日本電視劇：

## 各電視台列表

### NHK（日本放送協會）
晨間小說連續劇
1. 娘と私
2. あしたの風
3. あかつき
4. うず潮
5. たまゆら
6. おはなはん
7. 旅路
8. あしたこそ
9. 信子とおばあちゃん
10. 虹
11. 繭子ひとり
12. 藍より青く
13. 北の家族
14. 鳩子の海
15. 水色の時
16. おはようさん
17. 雲のじゅうたん
18. 火の国に
19. いちばん星
20. 風見鶏
21. おていちゃん
22. わたしは海
23. マー姉ちゃん
24. 鮎のうた
25. なっちゃんの写真館
26. 虹を織る
27. まんさくの花
28. 本日も晴天なり
29. ハイカラさん
30. よーいドン
31. おしん（阿信／港譯：阿信的故事）
32. ロマンス
33. 心はいつもラムネ色
34. 澪つくし（澪之道標／台譯：醬油的女兒－阿香／港譯：海誓山盟）
35. いちばん太鼓
36. はね駒（跳駒）
37. 都の風
38. チョッちゃん
39. はっさい先生
40. ノンちゃんの夢
41. 純ちゃんの応援歌（小純之歌）
42. 青春家族
43. 和っ子の金メダル
44. 凛凛と
45. 京、ふたり
46. 君の名は（請問芳名）
47. おんなは度胸（女人要有膽量）
48. ひらり（力與美）
49. ええにょぼ
50. かりん
51. ぴあの
52. 春よ、来い（春天來吧）
53. 走らんか!
54. ひまわり（向日葵）
55. ふたりっ子（雙胞胎）
56. あぐり（雅久里）
57. 甘辛しゃん
58. 天うらら（天高氣爽）
59. やんちゃくれ
60. すずらん（鈴蘭）
61. あすか（明日香）
62. 私の青空（小媽媽的天空）
63. オードリー（奧黛麗）
64. ちゅらさん（水姑娘）
65. ほんまもん
66. さくら（櫻花）
67. まんてん（滿天）
68. こころ（心）
69. てるてる家族（開朗家族）
70. 天花
71. わかば（若葉）
72. ファイト（戰鬥）
73. 風のハルカ（風中的小遙）
74. 純情きらり（純情閃耀／台譯：櫻子）
75. 芋たこなんきん（芋頭、章魚、南瓜）
76. どんど晴れ（逐漸晴朗／台譯：旅館之嫁）
77. ちりとてちん（喜代美）
78. 瞳（瞳）
79. だんだん（感謝）
80. つばさ（翼）
81. ウェルかめ（歡迎龜來）
82. ゲゲゲの女房（鬼太郎的老婆／台譯：鬼太郎之妻）
83. てっぱん（鐵板／台譯：幸福鐵板燒）
84. おひさま（太陽公公／台譯：陽子）
85. カーネーション（康乃馨／台、新譯：糸子的洋裝店）
86. 梅ちゃん先生（小梅醫生）
87. 純と愛（純與愛）
88. あまちゃん（小海女）
89. ごちそうさん（多謝款待）
90. 花子とアン（花子與安妮）
91. マッサン（阿政／台譯：阿政與愛莉／港譯：‬阿政~威士忌第一人）
92. まれ（小希／台譯：小希的洋菓子／港譯：幸福洋菓子）
93. あさが来た（阿淺來了／台譯：阿淺‬）
94. とと姉ちゃん（當家姐姐／又譯：大姊當家‬）
95. べっぴんさん（別嬪小姐／又譯：極品美人／台譯：童裝小姐）
96. ひよっこ（雛鳥）
97. わろてんか（笑天家）
98. 半分、青い。（一半，藍色。）
99. まんぷく（大滿腹）
100. なつぞら（夏空）
101. スカーレット（信樂的喜美子）
102. エール（歡呼）
103. おちょやん（小女侍）
104. おかえりモネ（歡迎回來百音）
105. カムカムエヴリバディ（Come Come Everybody）

大河劇
1. 花之生涯（主演：尾上松綠）
2. 赤穗浪士（主演：長谷川一夫）
3. 太閤記（主演：緒形拳）
4. 源義經（主演：尾上菊之助）
5. 三姊妹（主演：岡田茉莉子、藤村志保、栗原小卷）
6. 龍馬來了（主演：北大路欣也）
7. 天與地（主演：石坂浩二）
8. 最后的樅木（主演：平幹二朗）
9. 春之坂道（主演：中村錦之助）
10. 新平家物語（主演：仲代達矢）
11. 盜國物語（主演：平幹二朗、高橋英樹）
12. 勝海舟（主演：渡哲也→松方弘樹）
13. 元祿太平記（主演：石坂浩二）
14. 風與雲與虹（主演：加藤剛）
15. 花神（主演：中村梅之助）
16. 黃金的日子（日语：黄金の日日）（主演：市川染五郎）
17. 燃草（主演：石坂浩二、岩下志麻）
18. 獅子的時代（主演：菅原文太、加藤剛）
19. 女太閤記（主演：佐久間良子）
20. 山頂的群像（主演：緒形拳）
21. 德川家康（主演：瀧田榮）
22. 山河燃燒（主演：松本幸四郎、西田敏行）
23. 宮本武藏（主演：役所廣司）
24. 春之波濤（主演：松坂慶子）
25. 真田太平記（主演：渡瀨恒彥）
26. 命（主演：三田佳子）
27. 武藏坊弁慶（主演：中村吉右衛門）
28. 獨眼龍政宗（主演：渡邊謙）
29. 武田信玄（主演：中井貴一）
30. 春日局（主演：大原麗子）
31. 宛如飛翔（主演：西田敏行、鹿賀丈史）
32. 太平記（主演：真田廣之）
33. 信長KING OF ZIPANGU（主演：緒形直人／台譯：織田信長）
34. 琉球之風（主演：東山紀之）
35. 炎立（主演：渡邊謙、村上弘明）
36. 花之亂（主演：三田佳子）
37. 八代將軍吉宗（主演：西田敏行）
38. 秀吉（主演：竹中直人／台譯：豐臣秀吉）
39. 毛利元就（主演：中村橋之助）
40. 德川慶喜（主演：本木雅弘／台譯：最後的將軍）
41. 元祿繚亂（主演：中村勘九郎）
42. 葵德川三代（主演：津川雅彥、西田敏行、尾上辰之助／台譯：新幕府大將軍．德川家康）
43. 北條時宗（主演：和泉元彌）
44. 利家與松（主演：唐澤壽明、松嶋菜菜子）
45. 武藏MUSASHI（主演：市川新之助）
46. 新選組！（主演：香取慎吾）
47. 義經（主演：瀧澤秀明）
48. 功名十字路（主演：仲間由紀惠）
49. 風林火山（主演：內野聖陽）
50. 篤姬（主演：宮崎葵）
51. 天地人（主演：妻夫木聪）
52. 坂上之雲（主演：本木雅弘、阿部寬）
53. 龍馬傳（主演：福山雅治）
54. 江～公主們的戰國～（主演：上野樹里／台、港譯：江·戰國三公主）
55. 平清盛（主演：松山研一）
56. 八重之櫻（主演：綾瀨遙）
57. 軍師官兵衛（主演：岡田准一）
58. 花燃燒（主演：井上真央／台譯：花燃‧維新群雄養成塾）
59. 真田丸（主演：堺雅人）
60. 女城主 直虎（主演：柴崎幸）
61. 西鄉殿（主演：鈴木亮平）
62. 韋駄天～東京奧運故事～（主演：中村勘九郎、阿部貞夫）
63. 麒麟來了 （主演：長谷川博己）
64. 直衝青天 （主演：吉澤亮）
65. 鎌倉殿的13人 （主演：小栗旬）

### TBS
1. 水戶黃門1-40
2. 3年B組金八先生1-8
3. 冷暖人間1-10（1990年～2011年）
4. 班長〜神南署安積班〜1-5（2009年～2012年）
5. 班長〜警視廳安積班〜6-（2012年～）
6. 高校教師（1993年）
7. 人間失格
8. 跟我說愛我
9. 協奏曲
10. 聖者的行進
11. 魔女的條件
12. L×I×V×E
13. To Heart
14. 美麗人生
15. 池袋西口公園
16. 永遠的1/2
17. Summer Snow
18. 百年物語
19. 蛋糕上的草莓
20. Love Story
21. 醫家姊妹
22. 好想好想談戀愛
23. 熱血教師
24. 木更津貓眼
25. 命運之戀
26. 夢想加州
27. 太陽的季節
28. 不需要愛情的夏天
29. 高校教師（2003年）
30. 夢想飛行Good Luck（陸譯：空中情緣）
31. 帥哥醫生（陸譯：向黑杰克问好／港譯：哈囉黑傑克）
32. 笑顏的法則
33. Stand UP!!
34. 曼哈頓愛情故事
35. 熱血校園
36. 暴風雨之戀
37. 砂之器
38. Orange Days
39. 在世界中心呼喚愛
40. 逃亡者 （台譯：全面通緝）
41. 夫婦
42. 夏目家的餐桌
43. H2（台譯：H2～好逑雙物語～）
44. M之悲劇
45. 牽絆的愛
46. 在夢中相見
47. 虎與龍
48. 綺羅羅的壽司
49. 現在，很想見你
50. 女系家族
51. 廣島 昭和20年8月6日
52. 東大特訓班
53. 求愛三兄弟
54. 流星花園
55. 白夜行
56. 夜王
57. 輪舞曲
58. 詐欺獵人（台譯：詐欺花美男／港譯：欺詐獵人）
59. 美味求婚
60. 新娘犯太歲（港譯：厄運新娘）
61. 太陽之歌
62. 水手服與機關槍
63. 鐵板少女小茜!!（台、港譯：鐵板少女）
64. 令人討厭的松子的一生
65. 不想談可笑的戀愛
66. 流星花園2
67. 華麗一族
68. 孤獨的賭注
69. 別開玩笑！（台譯：真愛開玩笑／港譯：非常外母玩女婿）
70. 父女變變變（港譯：父女七日變）
71. 婆媳大戰
72. 貧窮貴公子
73. 歌姬
74. 二十歲戀人
75. 女子刑事（台譯：女警狀況外）
76. 愛迪生之母（港譯：我家有個愛迪生）
77. 至愛寶貝～天使少女的育兒日記～（台譯：DAISUKI 最喜歡!!）
78. 佐佐木之戰（台譯：佐佐木夫妻大戰）
79. Around40（台譯：熟女在身邊）
80. 教頭當家（台譯：不良學園）
81. 我的野蠻女友
82. 魔王
83. 安藤奈津
84. Tomorrow（港譯：明日驕陽）
85. 戀空
86. BLOODY MONDAY（台譯：天才駭客F／港譯：血色星期一）
87. 流星之絆
88. SCANDAL（台譯：人妻的遊戲）
89. Love Shuffle（台譯：交換戀人／港譯：愛．洗牌）
90. 離島晴空
91. RESCUE〜特別高度救助隊
92. 天生妙手（台譯：醫界神手）
93. Smile
94. 我的妹妹
95. MR.BRAIN（台譯：腦科學先生）
96. 官僚們的夏天（港譯：官僚之夏）
97. 雙頭犬
98. 烏龍派出所
99. 仁者俠醫（台、港譯：仁醫）
100. 單身情歌（台譯：單身女萬歲）
101. 小公主莎拉（台譯：莎拉公主）
102. 完美小姐進化論
103. 代書萬萬歲!!
104. BUNGO -日本文學劇場-
105. BLOODY MONDAY 2
106. 不良仔與眼鏡妹
107. 體操男孩
108. 新參者
109. 自戀刑警（台譯：刑警自戀狂）
110. 震撼鮮師
111. GM
112. 獸醫杜立德（台譯：天才獸醫／港譯：冷面獸醫）
113. SPEC（台譯：超能力事件簿／港譯：IQ刑警）
114. LADY（台譯：LADY最後犯罪檔案／港譯：罪證解碼）
115. 天堂之花
116. 冬日櫻花（台譯：冬櫻之戀／港譯：冬之櫻）
117. 仁者俠醫 Final（台譯：仁醫 第二部／港譯：仁醫2）
118. 出生
119. 伴君入眠
120. 華和家四姊妹
121. 原來是美男
122. 櫻蘭高校男公關部（台譯：歡迎光臨櫻蘭高校真人版）
123. 南極大陸
124. 專業主婦偵探～我是影子
125. 逃亡～為了所愛的你
126. 怪盜 Royale
127. 繼父
128. 最棒的人生終結方式～Ending Planner～（台譯：幸福送行者／港譯：新丁禮儀師）
129. 命運之人
130. 戀愛Neet～忘記了的戀愛開始方法（台譯：戀愛排後面）
131. 白戶修的事件簿
132. 湯咖喱
133. ATARU（陸、港譯：超智神探ATARU／台譯：自閉天才ATARU）
134. 爸爸偶像（台譯：偶像爸爸）
135. 再一次對你求婚
136. 放學後再推理
137. 浪花少年偵探團
138. Summer Rescue〜天空的診療所〜（台譯：高山診療所／港譯：高海拔診療所）
139. Beginners!
140. 走馬燈株式會社
141. 黑之女教師
142. 完美的藍
143. 彩色日村
144. 大奧 ～誕生【有功·家光篇】（台譯：大奧【男女‧逆轉】）
145. Resident～五名實習醫生
146. MONSTERS（台譯：破案怪獸／港譯：怪獸刑警）
147. 真實逃脫遊戲TV
148. 鳶（台譯：父子情深）
149. 終電拜拜
150. APOYAN〜正在跑的國際機場
151. 夜行觀覽車（台譯：夜行摩天輪）
152. 永澤君
153. 黑百合住宅區〜序章〜
154. 確證〜警視廳搜查3課
155. 飛翔公關室（台譯：公關室愛情）
156. 潛入偵探蜥蜴（台譯：破案蜥蜴）
157. TAKE FIVE～我们能盗取爱吗～（台譯：神偷聯盟／港譯：義勇神偷 Take Five）
158. 放課後Groove
159. Monsieur!（台譯：紳士大主廚）
160. 半澤直樹（台譯：半澤直樹 王牌銀行員或半澤直樹）
161. 無名毒
162. 天魔先生來了
163. 惡靈醫院
164. 佛專
165. 總會有辦法的
166. 歌舞伎華之戀
167. 超絶絶叫遊樂園
168. 刑警的目光
169. 變身訪問者的憂鬱
170. 丈夫的女朋友
171. 黑河內
172. 安堂機器人
173. Dr.DMAT
174. S-終極警官（港譯：S - 最後的警官）
175. 隱蔽搜查
176. 夜之老師
177. LEADERS（台譯：領導者們／港譯：汽車夢飛翔）
178. MOZU Season1～百舌吶喊的夜晚〜（台譯：吶喊正義）
179. 愛麗絲之棘（台譯：愛麗絲的復仇）
180. White Lab～警視廳特別科學搜查班～（台譯：真相大白）
181. 羅斯福遊戲（台譯：逆轉之戰）
182. 新解釋・日本史
183. 我們都是死人♪
184. 家族狩獵
185. 彼得的葬禮
186. 同窗生〜人三次戀愛〜（台譯：同學會後愛上你）
187. 父親的背影
188. 東京猩紅〜警視廳NS組（港譯：熱血警花）
189. Again！！
190. 對不起青春！（台譯：SORRY青春！）
191. SAKURA〜傾聽事件的女人〜（台譯：女警地獄耳／港譯：神聽女探）
192. 女性決不容許（港譯：女權大狀）
193. MOZU Season2〜幻之翼〜
194. 為了N
195. 媽媽和爸爸生存的理由（港譯：生存的理由）
196. 美麗陷阱
197. 警部補・杉山真太郎～吉祥寺署事件檔案～（港譯：湊仔刑警）
198. 純白
199. 無間雙龍
200. 流星休旅車（港譯：流星旅行車）
201. 獻給阿爾吉儂的花束
202. 媽媽的遊戲～她們的階級～（港譯：富媽媽窮媽媽）
203. 脫黑〜不再當黑社會～（港譯：脫黑刑事課）
204. 天皇的御廚（又譯：天皇御廚）
205. REPLAY & DESTROY
206. 酒店禮賓部（台譯：歡迎光臨本飯店）
207. 37.5℃的眼淚（港譯：上鬥保姆）
208. 表參道高校合唱部！（港譯：高校合唱團）
209. 拿破崙之村（港譯：救救神樂村）
210. 鄰座同學是怪咖與小留美的現象（又譯：上課小動作與小留美的現象）
211. JK是雪女
212. 婚禮前的日子（港譯：婚禮前的100天）
213. 糖果之家
214. 產科醫鴻鳥（台譯：天才婦科醫／港譯：雙面醫生）
215. 下町火箭
216. 監獄學園-Prison School-
217. 請和這個沒用的我談戀愛（台、港譯：拜託請愛我）
218. 別讓我走
219. 家族的形式（港譯：不婚家族主義）
220. 惡棍跑千里（港譯：暴走惡黨）
221. 重版出來！
222. 我 不是無法結婚，是不婚（台譯：熟女不嫁／港譯：熟女求結婚）
223. 99.9 -刑事專門律師-（台譯：99.9不可能的翻案／港譯：0.1無罪真相）
224. 迪亞茲警察 異鄉警察
225. 毒島百合子的赤裸裸日記（港譯：赤裸日記）
226. 擁有神之舌的男人（港譯：神之舌）
227. 毫不保留的愛
228. 死幣ーDEATH CASHー
229. 仰望師恩
230. 逃避雖可恥但有用（台譯：月薪嬌妻／港譯：僱傭妻子）
231. 砂之塔〜知道太多事情的鄰居（又譯：砂之塔）
232. IQ246〜華麗事件簿〜
233. 廚師警部晚餐會（港譯：飯罪真相）
234. 敬啟，民宿大人。
235. 幸福的記憶
236. 下剋上考試
237. A LIFE〜深愛的人〜（台譯：啊，生命之光～心愛的你或為愛人生～A LIFE～）
238. 四重奏
239. 出租之戀
240. 只要有北齋和飯
241. 微笑招財貓
242. 其實並不在乎你（港譯：其實我不太愛你）
243. 反轉（港譯：逆轉真相）
244. 小巨人（台譯：使命和正義）
245. Final Fantasy XIV 光之父
246. 三個爸爸
247. 對不起，我愛你
248. 偵探物語
249. 神奈小姐！（台譯：最強的媽媽 栞納！）
250. 深海魚男

### tvk（神奈川電視台）與KBS（京都放送）等電視台加盟JAITS（全國獨立放送協議會）
1. 故鄉 -從京都到21世紀亞洲-
2. 十三夜
3. 吸血鬼綜合症
4. 鹽肋骨
5. 溫泉天使
6. 恐怖夜話
7. Nitonatsu-也愛也工作-
8. 寺廟之國愛麗絲
9. 陰陽少女
10. 小雞的靈魂
11. T・R・Y 〜往夢之階梯〜
12. Sunny-Side-UP
13. 連鎖怪談
14. 偵探我的心
15. 「超」恐怖話
16. 散漫魚
17. 寶藏日
18. 惡魔影子
19. 愛的粉彩
20. 廣播 ASUKA
21. 香菜
22. 貓之電
23. 鐵路女兒
24. 貓版（台譯：愛在貓咪療癒時）
25. 撫摸貓（台譯：貓咪心動奇蹟）
26. 犬聲（台譯：親愛的貝斯）
27. 幼犬豆柴（台譯：一郎出遊記）
28. 豆柴一郎（台譯：一郎出遊記2）
29. 豆柴一郎 阜田芝二郎（台譯：一郎出遊記3）
30. 貓咪計程車
31. 犬飼桑之犬
32. 黑貓露西
33. 懷舊
34. 貓侍
35. 乾杯戰士After V
36. Short Show
37. 西遊記外傳 猴子佩姆
38. 超級代書！！！
39. 三兄弟
40. 白鳥麗子！
41. 貓忍
42. 朋友遊戲
43. 送貨姊姊NEO

### NTV（日本電視台）
1. 無家可歸的小孩（陸、港譯：沒有家的女孩）
2. 白色之戀（港譯：等你說愛我）
3. 無家可歸的小孩 2
4. 金田一少年之事件簿
5. 金田一少年之事件簿 2
6. 白色之戀 2
7. 三姊妹偵探團
8. 平成小氣夫婦
9. 新白色之戀
10. 金田一少年之事件簿 3
11. 續・平成小氣夫婦
12. 秀逗男護士
13. 極道鮮師（港譯：我miss係大佬）
14. 黃金保齡球
15. 我的魔法師（台譯：我的老婆是男人／港譯：超能嬌妻）
16. 小狗華爾滋
17. 與光同行
18. 最後的禮物
19. 愛情一本
20. 秀逗男護士 2
21. 87%陪你一起走過
22. 極道鮮師 2
23. 琉璃之島
24. 熟女真命苦
25. 女王的教室
26. 愛之歌
27. 野豬大改造
28. 美食偵探王（台譯：大胃王神探／港譯：為食神探）
29. 戀上芭蕾
30. 空姐真命苦（港譯：飛機阿姐）
31. 我的老大，我的英雄
32. 14歲媽媽（陸譯：14岁的母亲／台譯：14歲小媽媽）
33. 唯一的愛
34. 派遣女王（陸譯：派遣女王或外派職員／港譯：超級特派員）
35. Sexy Voice and Robot
36. 美食偵探王 2
37. 料理新鮮人（台譯：料理新人王）
38. 小螢的青春（台譯：魚干女又怎樣／港譯：螢之光）
39. 考試之神
40. 工作狂人（台譯：工作一姐）
41. 揮棒人生（港譯：借夢奇緣）
42. 有閑俱樂部
43. 齊藤太太（台譯：齊藤太太來了／港譯：正義靚太）
44. 1磅的福音
45. 貧窮男子
46. 熱血律師
47. 極道鮮師 3
48. 料理仙姬
49. 正義的夥伴（台譯：我姊是惡魔）
50. 康子與健兒（台譯：暴走兄妹／港譯：暴走冤家）
51. 學校學不到的事（台譯：純情男生俏老師）
52. OL日本（台譯：OL生存戰／港譯：OL大作戰）
53. 改造老師大作戰
54. Oh!My Girl!!（台譯：A咖童星在我家）
55. 神之雫
56. 守財奴（台譯：錢與罪）
57. 破案天才奇娜（港譯：女警奇案不思議）
58. 愛與寬容（陸譯：爱与宽恕／港譯：海容~小學生殺人事件）
59. THE QUIZ SHOW（台譯：電視審判秀／港譯：一千萬零十二夜）
60. 紅鼻子老師
61. 華麗的間諜（台譯：華麗大間諜）
62. 婦產科的女醫生（台譯：婦產科女醫／港譯：妙手蘭心）
63. 武士高校（台譯：草食系高校武士）
64. 不委曲的女人（台譯：女人不妥協或不屈的女人／港譯：剩女向前衝）
65. 左眼偵探EYE
66. Mother（台譯：2個媽媽／港譯：愛母罪）
67. 怪物王子
68. 小螢的青春2
69. 美丘
70. 黃金豬～會計檢察廳·特別調查課～（台譯：黃金豬女王／港譯：黃金之豚）
71. Q10（台譯：機器女友Q10）
72. 臨死!!江古田
73. 美咲 No.1（台譯：美女鮮師No.1／港譯：高校一姐‧美咲）
74. 小汪刑事（台譯：女警好愛嗅）
75. 來自櫻花的信 ～AKB48 各自的畢業故事～
76. 復胖男女
77. 高中生餐廳
78. Piece Vote
79. 暴走醫生（台譯：齊藤太太來了／港譯：正義靚太）
80. 鐵拳對鋼拳
81. 唐吉訶德（台、港譯：唐吉訶德）
82. 家政婦三田（台譯：家政婦女王／港譯：女管家三田）
83. 妖怪人間貝姆
84. 青少年法庭
85. Dirty Mama!
86. 數學女子學園
87. 這樣不是偶像!?
88. 理想的兒子（台譯：理想母子）
89. 繆斯之鏡
90. 埃及艷后般的女人們（台譯：整形艷后）
91. 三毛貓福爾摩斯的推理（港譯：三色貓探案）
92. 私立馬鹿蘭高校
93. 特官 特別國稅徵收官
94. 幽靈媽媽搜查線（台譯：第六感搜查線／港譯：我的幽靈媽媽）
95. 愛情種子
96. 小惠會使用魔法嗎？
97. SUGARLESS～無糖～
98. Piece
99. 東京全力少女
100. 惡夢小姐（台譯：我的學生是惡夢）
101. 心療中-in the Room-
102. 合宿的戀人
103. 不准哭，小原（港譯：不要哭，小原）
104. BAD BOYS J
105. 35歲的高中生（港譯：35歲高中生）
106. 白雲階梯（台譯：雲之階梯）
107. Woman
108. 假面教師
109. Frenemy（台譯：Frenemy街頭正義）
110. 齊藤太太2
111. 段田凜 勞動基準監督官
112. 東京下町古書店
113. 49
114. 女人♀Rule
115. 戀文日和
116. 戰力外搜查官（港譯：咪阻住MADAM）
117. SHARK
118. 明天媽媽不在
119. 花咲舞無法沈默（台譯：王牌女行員花咲舞）
120. 即使弱小也能取勝
121. SHARK〜2nd Season〜
122. 水手服與外星人〜地球最後殘留的11人〜
123. ST 紅與白的搜查檔案
124. 金田一少年之事件簿N (neo)
125. 近距離戀愛〜Season Zero〜
126. 靈異教師神眉（又譯：地獄老師）
127. 平成舞祭組男
128. 今天不上班
129. 學校的階梯
130. 哥哥轉蛋
131. 〇〇妻（又譯：某某妻）
132. 虐待狂刑警
133. Dr.倫太郎（台譯：王牌大醫生）
134. WILD HEROES
135. 死亡筆記（台譯：死亡筆記本／新馬：死神笔记簿）
136. 根性青蛙
137. 偽裝的夫婦（又譯：偽裝夫婦）
138. 掟上今日子的備忘錄
139. 要在蒂凡尼吃早餐
140. 天使心（台譯：城市獵人天使心）
141. 永久就職試驗
142. HIGH&LOW〜THE STORY OF S.W.O.R.D.〜
143. 病危無視
144. 彼岸花〜警視廳搜查七課〜（台譯：靈異彼岸花）
145. 怪盜 山貓（台譯：天才怪盜山貓）
146. 臨床犯罪學者 火村英生的推理
147. MARS～只是愛著你
148. 世界上最艱難的戀愛（台譯：談戀愛世界難）
149. 寬鬆世代又怎樣
150. 極樂天使
151. 穿越時空的少女
152. 賣房女子（台譯：房仲女王／港譯：你家是我的事）
153. 然後，誰都不在了
154. 質樸的好厲害！ 校閱女孩河野悅子（台譯：校對女王）
155. 最後的刑警
156. 出租救世主
157. 超級上班族左江內氏
158. 東京白日夢女（台譯：東京妄想女子）
159. 視覺偵探 日暮旅人
160. 男水！
161. 住住
162. 錢形警部
163. 你還是不懂群馬
164. 成為母親
165. 被哥哥溺愛得好困擾
166. 我命中注定的人（台譯：真命天菜）
167. 科學怪人之戀
168. 我的彆腳丈夫（台譯：搶救老公大作戰）
169. 過度保護的加穗子
170. 曾愛過，有祕密的
171. 只是先出生的我

### YTV（讀賣電視台）
1. 新聞龍虎榜
2. 夢象成真
3. RESET
4. LOVE GAME
5. 開鎖王
6. 旁聽狂09
7. 木下部長和我
8. 高爾夫選手之花
9. 日本人不知道日本語
10. FACE MAKER
11. 示談交涉人
12. 失戀保險
13. 名偵探柯南 致工藤新一的挑戰書（台譯：名偵探柯南 工藤新一密室大推理／港譯：名偵探柯南 - 殺人預告）
14. 秘密諜報員 Erika
15. 刑警 黑川鈴木
16. 角色扮演
17. VISION 能看到兇殺的女人（港譯：鬼追人）
18. 毒<Poison>
19. 助人之屋☆陣八
20. 廢柴英雄
21. 町醫者Jumbo!!
22. 白馬王子 純愛適齡期
23. 賠償金律師
24. 特防 警察廳特殊防犯課
25. 獸醫先生，是事件
26. 巴掌！〜律師事務員箕輪用愛解決〜
27. 五星旅行社～最佳旅程由我來引導！！～
28. 戀愛時代
29. 婚活刑事
30. 青春偵探晴也～不容許大人的作惡～
31. 金錢天使 ～你的錢拿回去！～
32. Doctor Car（港譯：救急專車）
33. 遺産繼承律師 柿崎真一
34. 黑色十人之女
35. 超能力師事務所
36. 愛情敗犬向前衝（港譯：戀愛向前衝）
37. 架空OL日記
38. 腦內埋藏智慧型手機！（港譯：電話男）

### EX（朝日電視台）
1. 七人女律師
2. 七人女律師 2
3. 七人女律師 3
4. 惡作劇之吻（陸譯：加油琴子／港譯：一吻定情）
5. 千面女郎
6. 千面女郎 2
7. 圈套
8. 愛美大作戰
9. 愛美大作戰 2
10. 圈套 2
11. 相約在九龍
12. 相棒1-（港譯：刑偵相棒）
13. 女科调员1-6
14. 變身特派員
15. 圈套 3
16. 流轉的王妃（港譯：溥傑與王妃）
17. 網球甜心
18. 導遊小姐陰陽眼
19. 直到生命的電池耗盡
20. 王牌大偵探
21. 小南的迷你情人
22. 富豪刑事
23. 變身特派員 2
24. 排球甜心（台譯：女排NO.1）
25. 在雨和夢之後
26. 鬼來電
27. 時效警察
28. 7人女律師
29. 照亮明天
30. 富豪刑事DELUXE（台譯：新富豪刑事之有錢的要命／港譯：富豪刑事2）
31. 下北SUNDAYS
32. 水漾青春
33. 愛上無賴男
34. 花痴妹駕到
35. 嫁到什麼鬼地方（陸、港譯：嫁個好人家）
36. 變身特派員 3
37. 時效警察歸來
38. 情定大飯店
39. 生徒諸君！
40. 台灣歌姬·鄧麗君
41. 女帝
42. 壽司王子!
43. 天國與地獄
44. 抹布女孩
45. 非常老爸
46. 鹿鳴館
47. 談判尤物（陸譯：交涉人／港譯：講數阿姐／新譯：交涉人）
48. 未來講師
49. 4姊妹偵探團
50. 7人女律師 2
51. 你不是犯人吧？
52. 謎
53. 6個獲得3億2千萬的男人的悲劇（台譯：樂透人生）
54. 變身特派員 4
55. 王牌男公關（台譯：王牌公關 公平桑）
56. 音樂孩子王
57. 必殺仕事人2009
58. 呼叫中心的戀人
59. 名偵探的守則（台譯：天下一名偵探）
60. 夜光的階梯
61. 戀愛小說家·伊崎龍之介
62. Untouchable（台譯：黑幕大搜查Untouchable／港譯：Untouchable：黑幕大搜查）
63. 談判尤物2
64. 轉職必勝班
65. 宿命1969-2010
66. 女帝薰子
67. 同窗會～Love Again症候群～（台譯：同窗會／港譯：黃昏同窗會）
68. 警部補 矢部謙三（港譯：騎呢刑警）
69. 警視廳失蹤人口搜查課 （港譯：MPU失蹤人口調查科）
70. 鋼之女
71. 熱海的搜查官
72. 警視廳繼續搜查班 （港譯：最終嫌疑犯）
73. 懸崖邊的繪里
74. 靈能力者 小田霧響子的謊言（台譯：靈媒好神／港譯：讀心神棍）
75. 秘密
76. 情報之女～國稅局查察官～（台譯：討稅女王／港譯：追稅女王）
77. 告發〜國選辯護人
78. 真正犯人
79. 惡黨〜嚴重犯罪捜査課
80. Dr.伊良部一郎
81. 王牌酒保
82. 遺留搜查
83. 養狗這回事
84. 鋼之女 2
85. 明日香高工進行曲
86. 太陽再次升起（港譯：熱血高校）
87. 警視廳特殊犯搜查係
88. 薔薇色聖戰
89. 砂之器
90. 我的小公關
91. 我的天空～刑事篇
92. 還有第11人!
93. 最強名醫
94. 工作大未來—從13歲開始迎向世界
95. 神聖怪物們（台譯：聖醫怪物）
96. 妄想搜查
97. 都市傳說之女（台譯：都市怪談之女）
98. Answer〜警視廳檢証搜查官（台譯：Answer關鍵罪證）
99. W的悲劇
100. 敏行快跑
101. 遺留搜查2
102. Girl's Talk ～十人修女們～
103. 搜查地圖之女
104. 匿名偵探
105. Doctor-X～外科醫·大門未知子～（台譯：派遣女醫X／港譯：女醫神Doctor X）
106. 信長的主廚（台譯：織田信長的御廚）
107. 婆媳誰怕誰（港譯：婆媳大鬥法）
108. 甘王的同感學校
109. 天氣姐姐（港譯：天氣小姐）
110. 遺留搜查3
111. 刑警二人組（台譯：肌警二人組／港譯：猛男刑警 Doubles）
112. 刑警110公斤
113. 警部補 矢部謙三2
114. 最強名醫2（台譯：最強名醫2013）
115. Girl's Talk薔薇組
116. Doctor-X 2（台譯：派遣女醫X 第2部）
117. 都市傳說之女part 2（台譯：都市怪談之女2013）
118. 緊急審訊室（台譯：女王偵訊室／港譯：非常審查官）
119. 我討厭的偵探
120. 我的小公關S〜新人公關業主奇蹟滯留6個月〜
121. BORDER 警視廳搜查一課殺人犯搜查第4係（台譯：靈異界限）
122. TEAM ～警視廳特別犯罪搜査本部～
123. 零的真相〜監察醫·松本真央〜（台譯：解剖真相）
124. 最強名醫3（台譯：最強名醫2015）
125. Doctor-X 3（台譯：派遣女醫3）
126. 黑服物語
127. 出入禁止之女
128. Second Love（台譯：愛上女老師）
129. 天使與惡魔-未解決事件匿名交涉課-
130. I'm Home（台譯：家的記憶／港譯：回家的鎖匙）
131. 京都人情搜查檔案
132. 年齡騷擾（台譯：職場新女王）
133. 刑事7人
134. 最強的二人
135. 民王（台譯：人民之王）
136. AKB恐怖夜 腎上腺素之夜
137. 遺產爭族（港譯：爭產家族）
138. 武士老師
139. Specialist
140. 澄和堇 年輕了45歲的女子（台譯：重返20歲／港譯：逆齡初戀）
141. 警視廳・搜查一課長
142. AKB愛之夜 戀愛工廠
143. Good Partner 無敵律師（台譯：王牌大冤家）
144. 不愉快的果實
145. 女人們的特搜最前線
146. 初次見面，我愛你
147. 首相閣下的料理人
148. 警視廳 印尼炒飯課
149. 家政夫三田園
150. 就活家族～一定會順利的～（台、港譯：求職家族）
151. 奪愛之冬
152. 豆腐職業摔角
153. 一個都不留
154. 人性的證明
155. 安寧之鄉
156. 女囚Seven
157. 黑革記事本（2017年）
158. 愛的婚姻介紹所
159. 小荳荳

### CX（富士電視台）
1. 世界奇妙物語（陸、台譯：午夜怪談／港譯：奇幻世紀）
2. 真實的恐怖故事（陸、台譯：毛骨悚然撞鬼經驗／港譯：毛骨悚然撞鬼經歷）
3. 東京愛情故事
4. 101次求婚
5. 壯志驕陽
6. 難得友情人
7. 一個屋簷下
8. 相逢何必曾相識
9. 戀愛白皮書
10. 古畑任三郎（陸、台譯：紳士刑警／台譯：神探古畑任三郎）
11. 某年夏天
12. 東京仙履奇緣
13. 古畑任三郎 2
14. 悠長假期（台譯：長假）
15. 秀逗小護士
16. 大搜查線（港譯：跳躍大搜查線）
17. 別叫我總理
18. 一個屋簷下 2
19. 海灘男孩
20. 戀愛世代
21. 秀逗小護士 2
22. 成田離婚
23. 庶務二課（陸譯：總務二科／台譯：庶務女郎或庶務二課）
24. 神啊！請多給我一點時間（港譯：上帝！請多給我一點時間）
25. 沉睡的森林（港譯：沉睡森林）
26. 三十拉警報
27. 急症群英（港譯：救急病棟24小時I）
28. 古畑任三郎 3
29. 秀逗小護士 3
30. 庶務二課 2（港譯：庶務二課II）
31. 大和拜金女
32. 戀愛症候群（港譯：攪野辦公室）
33. HERO（港譯：律政英雄）
34. 叫她第一名（港譯：囉唆的人）
35. 奉子成婚
36. 急症群英 2（台譯：急診室大醫生／港譯：救急病棟24小時II）
37. 西洋骨董洋菓子店（港譯：我要Cake一Cake）
38. 漂流教室
39. 從天而降億萬顆星星
40. 午餐女王
41. 秀逗小護士 4
42. 庶務二課 FINAL（港譯：庶務二課III）
43. 戀愛偏差值
44. 薔薇的十字架
45. 愛相隨
46. 美女或野獸
47. 東京愛情電影
48. 顏
49. 大奧（2003年版／台譯：大奧或大奧‧篤姬的故事）
50. WATER BOYS（陸、台譯：水男孩／港譯：五個撲水的少年）
51. 小孤島大醫生
52. 我的蹺佳人
53. 我們都是新鮮人
54. 白色巨塔
55. 烈火男兒
56. 冰上悍將（陸譯：冰上戀人／港譯：冰之驕子Pride）
57. 離婚女律師
58. 讓愛看得見
59. 東京灣景
60. WATER BOYS 2
61. 人間的証明
62. 菜鳥老師來報到
63. 大奧 第一章（台譯：大奧 第一章或大奧‧前傳）
64. 愛在聖誕節（陸譯：最后的圣诞节／港譯：最後的聖誕）
65. 急症群英 3（台譯：急診室女醫生／港譯：救急病棟24小時III）
66. 不愉快的基因
67. 為愛向錢衝（陸譯：我成功的秘密／港譯：戀愛有錢途）
68. 飆風引擎（陸譯：急速引擎）
69. 離婚女律師II
70. 愛情慢舞
71. 海猿
72. 電車男
73. 一公升的眼淚（陸譯：一升的眼泪）
74. 大奧 華之亂
75. 危險傻大姐（港譯：危險大家姐）
76. 女人一代記
77. 西遊記
78. 醫龍-Team Medical Dragon-（陸、台、港、新譯：醫龍）
79. 主播台女王
80. Attention Please（陸譯：甜心空姐／台譯：空姐特訓班／港譯：我要做空姐）
81. 女人心機
82. 戀愛維他命
83. 小孤島大醫生2006
84. 交響情人夢
85. 東京鐵塔：我的母親父親
86. 料亭小師傅
87. 我們的教科書（港譯：14歲的教科書）
88. 詐欺遊戲（港譯：欺詐遊戲）
89. 求婚大作戰
90. Life
91. 花樣少年少女
92. 平霸雙妹嘜（陸、台譯：山女壁女／港譯：女人愛鬥大或事業鬥一番）
93. First Kiss
94. 醫龍-Team Medical Dragon- 2
95. 神探伽俐略（台譯：破案天才伽利略／新譯：侦探伽利略）
96. 我的野蠻媽咪（港譯：爆炸媽媽）
97. Flight Panic
98. SP（台譯：SP特勤型男／港譯：SP特警）
99. 蜂蜜幸運草
100. 沒有玫瑰的花店
101. 鹿男（台譯：SP特勤型男／港譯：SP特警）
102. 人生補時
103. 最後的朋友
104. 絕對達令（陸譯：绝对彼氏／港譯：機械夢情人／新譯：绝对男友）
105. 81diver
106. CHANGE
107. Code Blue急症直升機醫生（陸譯：Code Blue直升机紧急救治／台譯：空中急診英雄／港譯：緊急救命）
108. 少年刑警（台譯：童顏刑事／港譯：花痴刑警 - 柴虎）
109. 太陽與海的教室
110. 33分偵探（港譯：時限警察）
111. Room Of King
112. 風之花園
113. 富家女與窮太郎（港譯：窮人x愛麗絲）
114. 純愛
115. 紅綫
116. 平凡的奇蹟（台譯：最平凡的奇蹟／港譯：平凡奇蹟）
117. Voice～來自亡者的聲音（台譯：Voice法醫現場／港譯：Voice: 法證新世代）
118. 小咩的管家（陸譯：我的帥管家／台譯：咩妹的完美執事／港譯：小咩的管家）
119. Chance！～她成功的理由～
120. 歸來了嗎？33分鐘偵探
121. 被迫歸來的33分鐘偵探
122. 我家的男子（陸譯：我的花样继子／台、新譯：家有花樣男子X6）
123. BOSS（台譯：BOSS女王）
124. 結婚萬歲
125. 魔女裁判
126. 俠義看護（陸譯：义侠护工／台譯：極道幫幫忙／港譯：任俠「耆」兵）
127. 零秒出手
128. 粉紅系男孩〜夏〜
129. 急症群英 4（台譯：急診室女醫生2／港譯：救急病棟24小時IV）
130. 粉紅系男孩〜秋〜
131. 不毛地帶
132. 東京DOGS（港譯：東京癲狗）
133. 詐欺遊戲 2
134. Code Blue急症直升機醫生 2
135. 我家的歷史
136. 東京Little Love
137. 決定不哭的日子
138. 無法坦白（台譯：推特男女）
139. 絕對零度～未解決事件特命搜查～（台、港譯：絕對零度）
140. 月之戀人～Moon Lovers～
141. 農大菌物語（台譯：萌菌物語真人版Moyasimon）
142. JOKER 不被原諒的搜查官（台譯：JOKER私法正義或王牌搜查官／港譯：Joker）
143. GOLD（港譯：金牌望族）
144. 彩虹閃耀夏之戀（台譯：閃耀夏之戀／港譯：虹色夏戀）
145. 流星
146. CONTROL～犯罪心理搜查～（港譯：心理追凶）
147. 外交官 黑田康作
148. School!!
149. 教我愛的一切
150. 求婚兄弟 ～長幼有序 男人結婚的方法～（港譯：求婚兄弟）
151. 失去名字的女神
152. BOSS 2
153. 得到幸福吧（港譯：變幸福吧）
154. MARUMO的規定（台譯：寶貝的生活守則／港譯：契爸唔易做）
155. 儘管如此也要活下去（港譯：好好活下去）
156. 花樣少年少女2011（台譯：新花樣少年少女）
157. 全開女孩
158. 絕對零度～特殊犯罪潛入搜查～（台、港譯：絕對零度2）
159. 蜜之味～A Taste Of Honey～（台譯：蜜之味）
160. 我無法戀愛的理由（台譯：美女沒人愛／港譯：無法戀愛的理由）
161. 推理要在晚餐後
162. 明星保鑣99天（港譯：我與明星的99日）
163. Switch Girl~變身指令~（台譯：變身指令／港譯：雙面少女）
164. 草莓之夜（台譯：殺人草莓夜／港譯：血色草莓夜）
165. 倒數第二次戀愛
166. 被稱作早海的日子（台譯：嫁到這一家）
167. 幸運7人組（台譯：LUCKY 7 女王偵探社／港譯：神七探偵團）
168. O-PARTS
169. 戀愛很奢侈會降臨到我身上嗎?
170. 青蛙公主
171. 家族之歌
172. 上鎖的房間
173. Legal high（台譯：王牌大律師／港譯：律政狂人）
174. 未來日記-ANOTHER:WORLD-
175. 美麗的天雨
176. 東野圭吾 懸疑故事（台譯：東野圭吾推理劇場或東野圭吾 懸疑故事／港譯：東野圭吾推理單元）
177. 多半在哭泣
178. RICH MAN, POOR WOMAN（台譯：多金社長小資女／港譯：窮小姐x富哥哥）
179. 無法呼吸的夏天
180. 結婚同窗會 〜SEASIDE LOVE〜
181. 高中入學考
182. 不結婚（台譯：結婚不結婚／港譯：不結婚的女人）
183. TOKYO机场～东京机场管制保安部～（台譯：東京空港物語／港譯：東京機場）
184. PRICELESS～有才怪，這樣的東西～（台譯：PRICELESS人生無價／港譯：Priceless無價人生）
185. 遲開的向日葵～我的人生，重生記～（台譯：遲開的向日葵）
186. Switch Girl~變身指令~2
187. 古書堂事件手帖
188. 最棒的離婚（台譯：離婚萬歲／港譯：最完美的離婚）
189. 卡拉馬助夫兄弟們
190. dinner（港譯：料理狂人）
191. LAST HOPE
192. 女信長
193. 惡作劇之吻～Love in TOKYO（台譯：惡作劇之吻2013／港譯：惡作劇之吻）
194. 鴨，去京都。～老牌旅館的老闆娘日記～
195. 最後的灰姑娘（台譯：灰姑娘拉警報）
196. 被搞錯的男人
197. 神探伽利略2（台譯：破案天才伽利略2013或破案天才伽利略2）
198. 家族遊戲
199. SUMMER NUDE（台譯：裸夏戀人／港譯：夏日傾情）
200. 急症群英5（台譯：急診室女醫2013）
201. 庶務二課2013（港譯：庶務二課IV）
202. Oh,My Dad!!
203. 山田君與7人魔女
204. 海上診療所
205. 集合住宅的恐怖
206. Miss Pilot（台譯：機師訓練班／港譯：愛與夢飛翔）
207. Legal high 2（台譯：王牌大律師2~誰能比我賤）
208. 獨身貴族（日语：独身貴族）
209. 家族的裏事情
210. 甜蜜陷阱
211. 我存在的時間
212. 醫龍-Team Medical Dragon-4（台譯：醫龍4：有錢才有命？）
213. Lost Days
214. 失戀巧克力職人（台譯：失戀巧克力／港譯：失戀朱古力）
215. 福家警部補的問候
216. 天誅～暗黑仕置人～
217. SMOKING GUN～決定的證據～
218. 極惡頑暴（台譯：極惡鮮女）
219. Bitter Blood（台譯：Partners by Blood菜鳥警探 我兒子／港譯：父子刑警）
220. FIRST CLASS（台譯：時尚惡魔／港譯：霓裳風暴）
221. 年輕人們
222. 水球不良少年
223. 翌檜三三七拍子
224. 晝顏〜平日下午三點的戀人們〜（台譯：午後人妻）
225. 信長協奏曲
226. 全部成為F
227. Dear Sister（台譯：我妹是惡魔／港譯：親親兩姊妹）
228. 惡作劇之吻 2～Love in TOKYO（台譯：惡作劇2吻2014）
229. 約會～戀愛為何物～（台譯：約會大作戰）
230. 影子寫手（又譯：代筆作家）
231. 殘念丈夫
232. 問題餐廳
233. 東方快車謀殺案
234. 心碎四角關係（港譯：四角男女）
235. 醫師們的戀愛情事（台譯：醫師們的戀愛處方箋‬／港譯：醫生們的戀愛）
236. 歡迎來我家
237. She
238. 妄想女友
239. 愛吃拉麵的小泉同學
240. 風險之神（台譯：危機大神）
241. 偵探的偵探（又譯：恶德侦探制裁室，偵探中的偵探）
242. 戀仲（又譯：閃爍的二次愛戀‬／台譯：戀人未滿／港譯：友人戀愛）
243. 抱歉男與野獸女
244. 即使如此我還是喜歡你
245. 無痛～診斷之眼～（無痛 - 診療之眼，台譯：靈異之眼）
246. 馬子前輩說的那樣
247. Teddy Go!
248. 朝5晚9（港譯：戀愛時間5-9）
249. 成熟女子（又譯：大人女孩／港譯：大人女子）
250. Transit Girls（港譯：百合戀人）
251. 南君的戀人～my little lover
252. 無法撐傘的螻蟻們
253. Fragile
254. 直美與加奈子
255. 追憶潸然（又譯：思戀哭泣／台譯：那一年我們談的那場戀愛）
256. 武道館
257. 火之粉
258. Love Song（又譯：悦音响起、情歌／台譯：戀習曲）
259. OUR HOUSE
260. 早子老師，要結婚是真的嗎？
261. 晨曦將至
262. 有喜歡的人
263. 愛愛外星人
264. HOPE～期待值零的新進員工～
265. 營業部長 吉良奈津子
266. 非媽媽白書
267. 打籃球後也想談戀愛
268. 棘 小市民 倉永晴之的逆襲
269. Good Morning Call愛情起床號
270. Chef～三星營養午餐～（台譯：女王的營養午餐／港譯：小學餐女廚神）
271. 該隱與亞伯
272. Career～打破常規的警察署長～
273. Retake 重啟人生
274. 獻給你的勛章
275. 大貧窮
276. 被討厭的勇氣
277. 愛情飯店的上野先生
278. 人渣的本願
279. 不好意思，我們明天要結婚
280. 白晝的惡魔
281. 寵物情人
282. 十九歳
283. 犯罪症候群 Season1
284. ＆美少女～NEXT GIRL meets Tokyo～
285. 貴族偵探
286. 人100%靠外表
287. 女人的勳章
288. 櫻子小姐的腳下埋著屍體
289. 警視廳生物係
290. 瑟西爾的企圖
291. 豬籠草之夢
292. 結婚媽咪

### KTV（關西電視台）
1. 鬼馬小夫妻
2. 新鬼馬小夫妻
3. 麻辣教師GTO（港譯：GTO麻辣教師）
4. 天體觀測
5. 獻給阿爾吉儂的花束
6. 我的生存之道
7. 查稅女王!!
8. 正義大哥大
9. 戀愛中姊妹
10. 我和她們的生存之道
11. 老公當家
12. 讓愛想起來
13. 大婆婆小倆口
14. 熟女拉警報
15. 愛情夢幻
16. 一起加油吧！
17. 鬼嫁日記
18. Unfair（台譯：非關正義Unfair）
19. 愛上醜女的眼睛（台譯：愛上恐龍妹）
20. 不能結婚的男人（台譯：熟男不結婚）
21. 我的人生路
22. 秘密花園（台譯：她的秘密花園／港譯：漫畫怪男）
23. 鬼嫁日記2
24. 向牛許願
25. 老公真命苦
26. 明天的喜多善男
27. 無理的戀愛
28. 怪獸家長（台譯：家長是怪獸）
29. 白色榮光
30. 三角效應（港譯：三角追蹤）
31. 白之春（台譯：白色之春）
32. 吸血鬼男孩（台譯：戀上吸血鬼／港譯：吸血新人類）
33. Real Clothes（台譯：時尚女王／港譯：真我霓裳）
34. 率直男人
35. 白色榮光2：染血將軍的凱旋（台譯：白色榮光2／港譯：白色榮光~染血將軍的凱旋）
36. 逃亡律師
37. Guilty～與惡魔訂契約的女人（陸譯：和魔鬼簽定復仇的女子／台譯：魔女的復仇／港譯：魔女的契約）
38. 美麗鄰人（港譯：美麗慌鄰）
39. GOODLIFE
40. 白色榮光3：阿里阿德涅的子彈
41. HUNTER～那些女子、賞金獵人～（台譯：賞金女王）
42. Hungry！（台譯：搖滾王子東京店HUNGRY／港譯：搖滾大廚）
43. 37歲成為醫生的我（港譯：熟男實習醫生）
44. GTO（台譯：麻辣教師GTO／港譯：GTO麻辣教師）
45. 詛咒新聞快報2405 我的真正死因（台譯：毛骨悚然撞鬼現場）
46. Going My Home
47. 沙希
48. 幽靈女友（台譯：老師遇到鬼）
49. STAR MAN 這顆星上的戀愛
50. 萬事占卜處 歡迎來到陰陽屋（台譯：算命大師說／港譯：萬事占卜陰陽屋）
51. 白色榮光4 螺鈿迷宮
52. Black President（又譯：黑社長／台譯：社長不是人）
53. 出色的選TAXI（台譯：了不起的選TAXI／港譯：時空黃的士）
54. 錢的戰爭（台譯：金錢戰爭）
55. 戰鬥吧！書店女孩
56. HEAT（港譯：街坊消防隊）
57. 警報 刑警×女友×完全惡女
58. 讓我稱呼岳父大人（台譯：拜託了！岳父大人／港譯：外父大人‬）
59. 大阪環狀線 每人在站的愛情故事
60. 我的危險妻（港譯：危妻）
61. ON 異常犯罪搜查官・藤堂比奈子
62. 醫療小組達文西女士的診斷
63. 謊言戰爭
64. CRISIS 公安機動搜查隊特搜班（台譯：CRISIS 特別搜查隊）
65. 我們做了

### TX（東京電視台）
1. 孃王
2. 下北GLORY DAYS
3. 怨屋本舖
4. 紅蓮女
5. 模範秘書
6. 花蝴蝶
7. 喬裝型男團
8. CeleBry3
9. 溫泉殺手
10. 怨屋本舗REBOOT
11. 孃王 Virgin
12. 馬路須加學園
13. 大魔神華音
14. 麻煩男
15. 三十歲的春天
16. 宇宙犬作戰
17. 孃王3 〜Special Edition〜
18. 頂尖神醫
19. URAKARA
20. 馬路須加學園 2
21. 鈴木先生
22. 勇者義彥和魔王之城
23. IS 上帝的惡作劇
24. 摔角妖精宮殿
25. 未確認少女
26. 孤獨的美食家（台譯：美食不孤單）
27. 請勿拍攝!!偶像內幕
28. 欺詐偶像
29. 逃亡者Orin2
30. D×TOWN
31. 幸運三人組
32. 戀愛之館
33. 馬路須加學園3
34. 未完成少女
35. 勇者義彥和惡靈之鑰
36. 好好!殭屍女孩〜東京電視台戰記〜（台譯：道士美少女）
37. 真幌站前番外地
38. 蜜愛莉諾柏木
39. 牙狼＜GARO＞～照亮黑暗的人～
40. 美食知識刑警立花
41. 我們都是超能力者
42. 吸血鬼天堂
43. Limit 界限
44. 只要吃
45. 真實逃脫遊戲密室美少女
46. 刑事吉永誠一·淚之事件簿
47. 殺人女王蜂
48. 一幣通關小子：我們的電玩史
49. 謎之轉校生
50. 未體驗少女
51. 三個歐吉桑
52. 牙狼＜GARO＞～魔戒之花～
53. 圓保之女～保險犯罪調查員～
54. 我的紈絝主義
55. 大川端偵探社
56. 水手服殭屍
57. 魔法★男子Cherry's
58. 最後的醫生〜監察醫秋田的驗屍報告〜
59. 青色火焰
60. 30歲小女人 無修正（港譯：阿妹30）
61. 新．刑事吉永誠一
62. 玉川區役所 OF THE DEAD
63. 甲殼不動戰記
64. 怪奇戀愛作戰
65. 山田孝之的東京都北區赤羽
66. 保育偵探25時
67. 拿太鼓的達人
68. 牙狼-GARO- -GOLDSTORM- 翔
69. 不便的便利屋
70. LOVE理論
71. 初森BEMARS（港譯：初森壘球團）
72. 我們是花花公子 ～熟年偵探社～
73. 釣魚狂日記～新進社員 濱崎傳助～
74. 無限大少女
75. 警視廳零係〜生活安全課也是諮詢室〜
76. 東京青澀
77. 牙狼〈GARO〉-魔戒烈傳-
78. 白天的錢湯酒
79. 夜晚英雄NAOTO
80. 也讓我有點小執著
81. 戀聲情人夢
82. 俠飯
83. 誰殺了德山大五郎？
84. 築地發！美味事件簿
85. 模仿犯
86. 勇者義彥和被引導的七人
87. 潛入搜查偶像・刑警Dance
88. 石川五右衛門
89. 山田孝之的坎城影展
90. 銀與金
91. By Players～如果六位名配角同住一个屋檐下～（台譯：Byplayers 同居吧歐吉桑們）
92. 森林之花
93. 思想錄
94. SR 埼玉說唱歌手～麥克風細道～
95. 按摩偵探
96. 破獄
97. 100萬日元的女人們
98. 偸閒上班族甘太朗
99. 下北澤Die Hard
100. Dead Stock 通往未知的挑戰

## 改編翻拍
依時間撥映排序
日本漫畫改編的日劇
- 多田薰漫畫：淘氣小親親→惡作劇之吻 (日本電視劇)→惡作劇之吻～Love in TOKYO→惡作劇之吻2～Love in OKINAWA
- 藤澤亨漫畫：麻辣教師GTO→麻辣教師GTO (1998年電視劇)→GTO (2012年電視劇)
- 中條比紗也漫畫：偷偷愛著你→花樣少年少女 (2007年電視劇)→花樣少年少女 (2011年電視劇)
- 甲斐谷忍漫畫：LIAR GAME→詐欺遊戲

其他漫畫改編的日劇
- 朴寅權漫畫：錢的戰爭→錢的戰爭 (日本電視劇)
- 尹胎鎬漫畫：未生→HOPE～期待零的新進員工～
- 吳城垈漫畫：奇奇怪怪→世界奇妙物語`17春之特別篇－妻子的記憶

日本小說（手機小說、輕小說等）改編的日劇
- 山崎豐子小說：白色巨塔 (日本小說)→白色巨塔 (1967年電視劇)→白色巨塔 (1978年電視劇)→白色巨塔 (1990年電視劇)→白色巨塔 (2003年電視劇)
- 秋元康小說：鬼來電→鬼來電 (電影)→鬼來電 (電視劇)

其他小說改編的日劇
- 吳承恩小說：西遊記→西遊記、西遊記II (1978年電視劇)→西遊記 (1993年電視劇)→新・西遊記 (1994年電視劇)→西遊記 (2006年電視劇)
- Pete Hamill（英语：Pete Hamill）小說：Going Home→幸福的黃手絹 (電影)→幸福的黃手絹 (日本電視劇)
- 丹尼爾·凱斯小說：獻給阿爾吉儂的花束→獻給阿爾吉儂的花束 (日本電視劇)
- 法蘭西絲·霍森·柏納特小說：小公主→小公主莎拉 (電視劇)
- 趙昌仁小說：我的傻爸爸→GOODLIFE
- 陀思妥耶夫斯基小說：卡拉馬佐夫兄弟→卡拉馬助夫兄弟們 (日本電視劇)
- 雷蒙·錢德勒小說：漫長的告別
- 阿加莎·克里斯蒂小說：東方快車謀殺案→東方快車謀殺案 (日本電視劇)、一個都不留
- 徐譽庭小說：馬子們！寫給曾經被我愛過傷害過的你們→即使如此我還是喜歡你 (漫畫)→即使如此我還是喜歡你
- 石黑一雄小說：別讓我走→別讓我走 (電視劇)
- 大仲馬小說：基督山恩仇記→華麗大復仇

非小說改編的日劇
- 秋元良平（攝影）、石黑謙吾（文）攝影集：导盲犬小Q
- 飯島愛自傳：柏拉圖式性愛
- 木藤亞也自傳：一公升的眼淚→一公升的眼淚 (日本電視劇)
- 島田洋七自傳：佐賀的超級阿嬤
- 有田芳生自傳：我的家在山的那一邊：鄧麗君第十年的真相→台灣歌姬·鄧麗君
- 中川雅也自傳：東京鐵塔：我的母親父親
- 上地雄輔自傳：上地雄輔物語
- 武良布枝自傳：鬼太郎之妻
- 齊藤里惠自傳：筆談女公關
- 佐田雅志自傳：卡斯提拉的滋味、想吃什錦麵
- 杉森久英非小說：天皇的御廚

翻拍自其他國家電視劇的日劇
- Roy Huggins（英语：Roy Huggins）：法網恢恢→逃亡者 RUNAWAY
- 姜銀慶：情定大飯店→情定大飯店 (日本電視劇)
- 金志宇：魔王→魔王 (日本電視劇)
- 洪貞恩、洪美蘭：原來是美男→原來是美男 (日本電視劇)
- Robert Dannenberg、Stefan Scheich：Der letzte Bulle（英语：Der letzte Bulle）→THE LAST COP
- Meredith Stiehm（英语：Meredith Stiehm）：铁证悬案→鐵證懸案～真相之門～
- Artem Litvinenko：嗅覺神探→Sniffer 嗅覺搜查官
- 李慶熙：對不起，我愛你→對不起，我愛你 (日本電視劇)
- 金銀姬：Signal→Signal 長期未解決事件搜查班 (信號)
- 朴才範：Good Doctor善良醫生→Good doctor善良醫生

被翻拍的日劇
- 布勢博一（日语：布勢博一）等：熱中時代
- 鎌田敏夫：29歲的聖誕節→單身貴族Singles
- 橋田壽賀子：女太閤記→寧寧：女太閤記
- 小林靖子：假面騎士龍騎→假面騎士龍騎 (美國電視劇)
- 野島伸司：→、101次求婚 (電影)
- 大石靜（日语：大石静）：長男之嫁（日语：長男の嫁）→小媳婦與少奶奶、賣房女子→你家是我的事! (中國電視劇)
- 野澤尚：給親愛的你（日语：親愛なる者へ (テレビドラマ)）→給親愛的你 (韓國電視劇)
- 龍居由佳里：白色之戀→春日、白色之戀、不需要愛情的夏天→不需要愛情的夏天 (電影)、那年冬天，起風了
- 中園美保：大和拜金女→窈窕淑女 (韓國電視劇)（朝鲜语：요조숙녀）、派遣女王→職場之神
- 遊川和彥：女王的教室→女王的教室 (韓國電視劇)、家政婦三田→奇怪的保姆
- 尾崎將也（日语：尾崎将也）：→
- 金子茂樹（日语：金子茂樹）：求婚大作戰→求婚大作戰 (韓國電視劇)、求婚大作戰 (中國電視劇)
- 森下佳子：佐佐木之戰→絕不認輸
- 吉本昌弘（日语：吉本昌弘）：媽媽是偶像→爸爸偶像
- 井上由美子：同窗會～Love Again症候群→Love Again
- 世界奇妙物語→不可思议的夏天
- 岡田惠和：倒數第二次戀愛→倒數第二次愛情
- 古澤良太：→约会恋爱究竟是什么
- 坂元裕二：問題餐廳→问题餐厅 (网络剧)、→最完美的离婚、→Mother、ANNE
- 金子茂樹：求婚大作戰→求婚大作战 (中国电视剧)
- 古澤良太：Legal high (王牌大律師)→Legal High (韓國電視劇)

電影改編的日劇
- 小林正：仇討選手
- 黑澤明等：生之慾→生之慾 (電視劇)
- 爾冬陞：新不了情→太陽之歌
- 윤제균（朝鲜语：윤제균）：頭師父一體→我的老大，我的英雄
- 李宰汉：我腦中的橡皮擦
- 黑澤明等：天国与地狱 (电影)→天國與地獄 (電視劇)
- 鄭胤澈：我的馬拉松
- 郭在容等：我的野蠻女友→我的野蠻女友 (日本電視劇)
- 黑澤明等：野良犬 (1949年電影)→野良犬 (電視劇)
- 麥兆輝、莊文強：無間道、無間道II、無間道III：終極無間→DOUBLE FACE
- 橋本忍：奪命劍

電子遊戲改編的日劇
- CAPCOM：戰國BASARA
- SEGA：黑豹 人中之龍新章、黑豹2 人中之龍 阿修羅篇
- 史克威尔艾尼克斯：擴散性百萬亞瑟王→實在性百萬亞瑟王
- Idea Factory：薄樱鬼 ～新选组奇谭～→薄櫻鬼SSL 〜sweet school life〜
- 07th Expansion：暮蟬悲鳴時